# Стрижівщина
Стрижі́вщина —  село в Україні, у Новосанжарській селищній громаді Полтавського району Полтавської області. Населення становить 0 осіб. До 2020 орган місцевого самоврядування — Пологівська сільська рада.

## Географія
Село Стрижівщина знаходиться на правому березі річки Кустолове, вище за течією на відстані 1,5 км розташоване село Крута Балка. На річці зроблена велика загата.

## Історія
12 червня 2020 року, відповідно до розпорядження Кабінету Міністрів України № 721-р «Про визначення адміністративних центрів та затвердження територій територіальних громад Полтавської області», село увійшло до складу Новосанжарської селищної громади.
19 липня 2020 року, в результаті адміністративно - територіальної реформи та ліквідації Новосанжарського району, село увійшло до складу новоутвореного Полтавського району Полтавської області.